# Podkast navdiha
Mastercard® Podkast navdiha z Borutom Pahorjem je slovenski podkast, ki ga vodi nekdanji predsednik republike Borut Pahor. Izhaja mesečno na vseh platformah za podkaste ter na YouTube kanalu Metropolitan Slovenija, ki je poleg Mastercarda glavni sponzor projekta. Prva epizoda je izšla 5. aprila 2023.
Od 23. decembra 2023 je podkast na sporedu tudi na televiziji Planet TV, v sobotnem terminu ob 18.20.

## Seznam epizod

### Sezona 1
| Zap. št. | Datum izida        | Gost              | Opis                                                    | Datum predvajanja na Planet TV |
| -------- | ------------------ | ----------------- | ------------------------------------------------------- | ------------------------------ |
| 1.       | 5. april 2023      | Korina Korper     | 21-letnica, ki je premagala raka                        | 17. februar 2024               |
| 2.       | 26. april 2023     | Jure Knez         | slovenski podjetnik in ustanovitelj Dewesoft            | 9. marec 2024                  |
| 3.       | 5. maj 2023        | Alen Kobilica     | maneken, športnik in podjetnik                          | 13. januar 2024                |
| 4.       | 29. maj 2023       | Katarina Čas      | filmska in televizijska igralka z mednarodno kariero    | 6. januar 2024                 |
| 5.       | 22. junij 2023     | Blaž Švab         | vokalist Ansambla Modrijani in televizijski voditelj    | 23. marec 2024                 |
| 6.       | 19. julij 2023     | Robert Lešnik     | avtomobilski oblikovalec                                | 3. februar 2024                |
| 7.       | 9. avgust 2023     | Žiga Jelar        | uspešen smučarski skakalec                              | 20. januar 2024                |
| 8.       | 30. avgust 2023    | Marjan Pipenbaher | gradbeni inženir, poznan po projektiranju mostov        | 16. marec 2024                 |
| 9.       | 21. september 2023 | Sandi Zajc        | gasilec, ki je reševal otroke iz vrtca med poplavo      | 10. februar 2024               |
| 10.      | 11. oktober 2023   | Tina Maze         | najuspešnejša slovenska alpska smučarka na SP           | 23. december 2023              |
| 11.      | 2. november 2023   | Jure Leskovec     | slovenski znanstvenik v ZDA                             | 24. februar 2024               |
| 12.      | 22. november 2023  | Anže Kopitar      | najuspešnejši slovenski hokejist in igralec v NHL       | 30. december 2023              |
| 13.      | 13. december 2023  | Valentina Turcu   | koreografinja in baletna plesalka                       | 2. marec 2024                  |
| 14.      | 3. januar 2024     | Matjaž Kek        | nogometaš in selektor slovenske nogometne reprezentance | 27. januar 2024                |

### Sezona 2
| Zap. št. | Datum izida      | Gost           | Opis                                                            | Datum predvajanja na Planet TV |
| -------- | ---------------- | -------------- | --------------------------------------------------------------- | ------------------------------ |
| 15.      | 28. februar 2024 | Lado Bizovičar | televizijski voditelj, pevec in igralec                         |                                |
| 16.      | 27. marec 2024   | Martin Golob   | duhovnik iz Bohinja                                             |                                |
| 17.      | 24. april 2024   | Ivo Boscarol   | slovenski podjetnik in direktor Pipistrela                      |                                |
| 18.      | 29. maj 2024     | Janja Garnbret | olimpijska zmagovalka in svetovna prvakinja v športnem plezanju |                                |
| 19.      | 26. junij 2024   | Blaž Brodnjak  | predsednik uprave NLB                                           |                                |
| 20.      | 31. julij 2024   | Tim Marovt     | maratonski tekač                                                |                                |
| 21.      | avgust 2024      | Goran Dragić   | slovenski košarkar v NBA                                        |                                |